# 高堂隆
高堂隆（2世纪？—237年），字升平，复姓高堂，泰山郡東平阳縣（今山东省新泰市）人。西漢經學家高堂生之後。

## 生平
高堂隆早年是諸生。泰山太守薛悌提拔為督邮，某次郡督軍與薛悌爭論，期間呼喝薛悌的名字，並對薛悌大加叱責。當時高堂隆便按劍喝罵督軍，指他「以臣名君」是大逆不道的行為，在情在理都要接受制裁。督軍大驚失色，高堂隆遭到薛悌制止，後來辭官到济南郡避难，投靠曹操，建安十八年，任丞相军议掾。魏文帝时，改任平原王曹叡傅。魏明帝即位，任命师父为给事中、散骑常侍，多次直言上疏。
青龙年间，明帝大興宫殿，又打算取长安大钟安置洛阳，高堂隆以“劳役费损，以伤德政。”阻之。在建造陵霄闕之始，又有喜鵲構巢於其上，帝以問高堂隆何故， 隆對曰：“《詩》曰：‘惟鵲有巢，惟鳩居之。’今興宮室，起陵霄闕，而鵲巢之，此宮未成身不得居之象也。”（暗指”鳩佔鵲巢“），建议“休罢百役，俭以足用，增崇德政”，曹叡为之動容。后来官至侍中、光祿勳。景初元年（237年）去世。高堂隆在疾篤仍上書，宣稱“黃初之際”之兆，提醒曹叡“宜防鷹揚之臣于蕭牆之內”，要求防備司馬懿。有文集十卷。
高堂隆和秦朗曾經向當時巧匠馬鈞否認指南車的存在，後來曹叡命馬鈞做出來才心服。（維基文庫《傅子》）
黃初元年，未央宮有小鷹生於燕巢之中。

## 兒子
高堂琛，嗣爵。

## 評價
- 陳壽評曰：高堂隆学业脩明，志在匡君，因变陈戒，发於恳诚，忠矣哉！及至必改正朔，俾魏祖虞，所谓意过其通者欤！
- 盧毓：“臣闻君明则臣直，古之圣王恐不闻其过，故有敢谏之鼓。近臣尽规，此乃臣等所以不及隆。隆诸生，名为狂直，陛下宜容之。”（《三國志·魏志廿二·盧毓傳》）
- 習鑿齒：高堂隆可谓忠臣矣。君侈每思谏其恶，将死不忘忧社稷，正辞动於昏主，明戒验於身后，謇谔足以励物，德音没而弥彰，可不谓忠且智乎！诗云：“听用我谋，庶无大悔。”又曰：“曾是莫听，大命以倾。”其高堂隆之谓也。〉

## 延伸阅读
[在维基数据编辑]
 在维基文库阅读此作者作品
 《三國志/卷25》，出自陳壽《三國志》